# Vaugneray
Vaugneray ist eine französische Gemeinde mit 6.198 Einwohnern (Stand: 1. Januar 2022) im Département Rhône in der Region Auvergne-Rhône-Alpes. Sie ist Hauptort des gleichnamigen Kantons im Arrondissement Lyon.
Die Gemeinde entstand mit Wirkung vom 1. Januar 2015 durch die Zusammenlegung der früher selbständigen Gemeinden Vaugneray und Saint-Laurent-de-Vaux zu einer gleichnamigen Commune nouvelle unter dem Namen Vaugneray. Die beiden ehemaligen Gemeinden verfügen in der neuen Gemeinde über den Status einer Commune déléguée.

## Gliederung
| Ortsteil                      | ehemaliger INSEE-Code | Fläche (km²) | Einwohnerzahl zum 1. Januar 2019 |
| ----------------------------- | --------------------- | ------------ | -------------------------------- |
| Vaugneray (Verwaltungssitz)00 | 69255                 | 22,47        | 5798                             |
| Saint-Laurent-de-Vaux         | 69221                 | 02,64        | 0282                             |

## Geographie
Die Gemeinde Vaugneray liegt am Rhône-Zufluss Yzeron, etwa 20 Kilometer westlich von Lyon.
Das ausgedehnte Territorium wird vor allem landwirtschaftlich genutzt und ist von Waldgebieten umgeben.
Die Pässe La Luère (714 m) und Malval (732 m) bieten direkten Zugang zum Tal der Brévenne.
Dem von der Yzeron durchflossenen Tal hat man den Namen Val noir (deutsch: schwarzes Tal) gegeben; es liegt zwischen den Orten Yzeron, Saint-Laurent-de-Vaux und Brindas. Die Einwohner haben das Tal wegen der dunklen Farbe der Wälder an seinen Ufern so benannt.
Die Wirtschaft stützt sich vor allem auf Handel, Handwerk und Landwirtschaft (Viehzucht, Weinbau, Gemüsebau); die Erzeugnisse findet man in der Küche der Region wieder.

### Angrenzende Gemeinden
| Chevinay | Pollionnay | Grézieu-la-Varenne |
| Courzieu |            | Brindas            |
| Yzeron   | Thurins    | Messimy            |

## Partnerschaften
Vaugneray hat seit 1989 freundschaftliche Beziehungen mit den Dörfern der Gemeinde von Berghin (judet Alba) in Rumänien, begründet durch die Vereinigung Association intercommunale Amitié et solidarité en ouest lyonnais.

## Nachweise
1. ↑  Erlass vom 9. Okt. 2014, nach dem die „neue Gemeinde Vaugneray“ gebildet wurde.
2. ↑  Einwohnerzahlen gemäß INSEE